# Troppa felicità
Troppa felicità è una raccolta di racconti di Alice Munro pubblicata in Italia nel 2011 da Einaudi. La prima edizione in lingua inglese è stata pubblicata da Douglas Gibson Books nell'agosto 2009.

## Racconti
- Dimensioni racconta di una ragazzina, Doree, e del suo rapporto con un uomo più grande aggressivo, Lloyd.
- Racconti racconta di una donna, Joyce, alle prese con relazioni in continuo cambiamento.
- Wenlock Edge racconta di un protagonista senza nome che viene costretto a un'esperienza sessuale non gradita.
- Buche-profonde racconta di Sally, il cui figlio vive in stile monastico dopo un'esperienza traumatica.
- Radicali liberi racconta di Nita, una donna anziana che deve affrontare una persona che si è introdotta in casa sua.
- Faccia racconta di un ragazzo con una voglia sul viso.
- Certe donne racconta la storia di un badante di un uomo malato.
- Bambinate racconta di due ragazze a un campo estivo.
- Legna racconta di Roy, che ha un'ossessione per il taglio della legna.
- Troppa felicità è un racconto basato sulla vita di Sof'ja Vasil'evna Kovalevskaja, matematica, attivista e scrittrice russa.

## Edizioni
- Alice Munro, Troppa felicità, traduzione di Susanna Basso, collana Supercoralli, Einaudi, 2011,  p. 327, ISBN 978-88-06-20078-7.